# Маккрири, Келли
Келли Маккрири (англ. Kelly McCreary, род. 10 июля 1981) — американская актриса, наиболее известная благодаря роли доктора Маргарет Пирс в сериале ABC «Анатомия страсти».

## Жизнь и карьера
Маккрири родилась в Милуоки, штат Висконсин, и окончила Барнард-колледж в Нью-Йорке. В 2008 году она дебютировала на бродвейской сцене, выступая в мюзикле Passing Strange После у неё была второстепенная роль в сериале «Белый воротничок». В 2012 году она получила регулярную роль в сериале The CW «Доктор Эмили Оуэнс» с Мэми Гаммер и Аджей Наоми Кинг. Шоу было закрыто после одного сезона.
В 2014 году, после краткой роли в сериале Шонды Раймс «Скандал», Маккрири была приглашена в её другой проект, сериал «Анатомия страсти». В финале десятого сезона было выявлено, что персонаж Маккрири является дочерью покойной Эллис Грей (Кейт Бертон) от её тайной связи с Ричардом Веббером (Джеймс Пикенс). В ходе одиннадцатого сезона, Маккрири была повышена до регулярного состава в шоу.
С мая 2019 года Маккрири замужем за режиссёром Питом Чэтмоном, с которым она встречалась больше двух лет до их свадьбы. В августе 2021 года стало известно, что супруги ждут появления первого ребёнка. 3 октября 2021 года у пары родилась дочь Индиго Рен Чэтмон.

## Фильмография
| Год                | Название на русском           | Название на английском    | Роль                 | Примечания                                |
| ------------------ | ----------------------------- | ------------------------- | -------------------- | ----------------------------------------- |
| 2009               |                               | The Electric Company      | Невеста              | Эпизод: «Scrambled Brains»                |
| 2010               |                               | The Onion News Network    | Алекс Ховард         | Эпизод: «Obama Caught Lip-Syncing Speech» |
| 2005-2010          |                               | Cyberchase                | Келли                | 6 эпизодов                                |
| 2010               | Рубикон                       | Rubicon                   | Джудит               | Эпизод: «A Good Day’s Work»               |
| 2009-2011          | Белый воротничок              | White Collar              | Ивонн                | 3 эпизода                                 |
| 2012               | Верните мне штаны             | I Just Want My Pants Back | Керри                | Эпизод: «Baby Monkeys»                    |
| 2012               | Быть Флинном                  | Being Flynn               | Инес                 |                                           |
| 2012-2013          | Доктор Эмили Оуэнс            | Emily Owens M.D.          | Тайра Дюпре          | Регулярная роль, 13 эпизодов              |
| 2013               | Как следовать за незнакомцами | How to Follow Strangers   | Клэр                 |                                           |
| 2014               | Касл                          | Castle                    | Келли Джейн          | Эпизод: «Limelight»                       |
| 2013-2014          | Скандал                       | Scandal                   | Клэр Такер           | Эпизоды: «YOLO» и «The Fluffer»           |
| 2014 — наст. время | Анатомия страсти              | Grey’s Anatomy            | Доктор Маргарет Пирс | Регулярная роль                           |
| 2015               | Жизнь                         | Life                      | Эрта Китт            |                                           |
| 2015               |                               | Baby, Baby, Baby          | Джо                  |                                           |